# Annales de chimie - Science des matériaux
Pour les articles homonymes, voir Annales (homonymie).
Annales de chimie - Science des matériaux est une revue scientifique fondée en 1789 à Paris sous le titre Annales de chimie. L'un des premiers éditeurs du périodique fut le chimiste Français Antoine Lavoisier. En 1816, la revue changea son nom pour Annales de chimie et de physique, un nom qu'elle gardera jusqu'en 1913 avant de se voir divisée en deux périodiques distincts nommés Annales de chimie et Annales de physique.
Annales de chimie est devenue Annales de chimie - Science des matériaux en 1978. De 1998 à 2004, les périodiques furent publiés en ligne par Elsevier Science, mais depuis 2004, c'est Lavoisier SAS qui continue la publication.
Bien que les noms aient évolué et que la revue fût séparée en deux périodiques distincts, la numérotation des volumes maintient toujours une continuité entre les différents titres, et ceci, aussi bien pour Annales de chimie que pour Annales de physique.